# Свиблянка
Свиблянка — река в России, протекает по Себежскому району Псковской области. Устье реки находится в 23 км от устья Неведрянки по левому берегу. Длина реки составляет 10 км.
Населённые пункты на реке: Сковроньково, Гритьково.

## Данные водного реестра
По данным государственного водного реестра России относится к Балтийскому бассейновому округу, водохозяйственный участок реки — Великая. Относится к речному бассейну реки Нарва (российская часть бассейна).
Код объекта в государственном водном реестре — 01030000112102000027796.